# 1988 RC7
1988 RC7 är en asteroid i huvudbältet som upptäcktes den 10 september 1988 av den belgiske astronomen Henri Debehogne vid La Silla-observatoriet.
Asteroiden har en diameter på ungefär 11 kilometer.